# Фортеця Данноттар
Фортеця Данноттар (англ. Dunnottar castle) — замок, що розташований на східному узбережжі Шотландії за 3 км на південь від Стонхейвена і за 25 км від Абердина. Площа скелі на якій стоїть фортеця становить 1,2 га, висота над Північним морем близько 50 метрів.

## Історія фортеці

### Рання історія

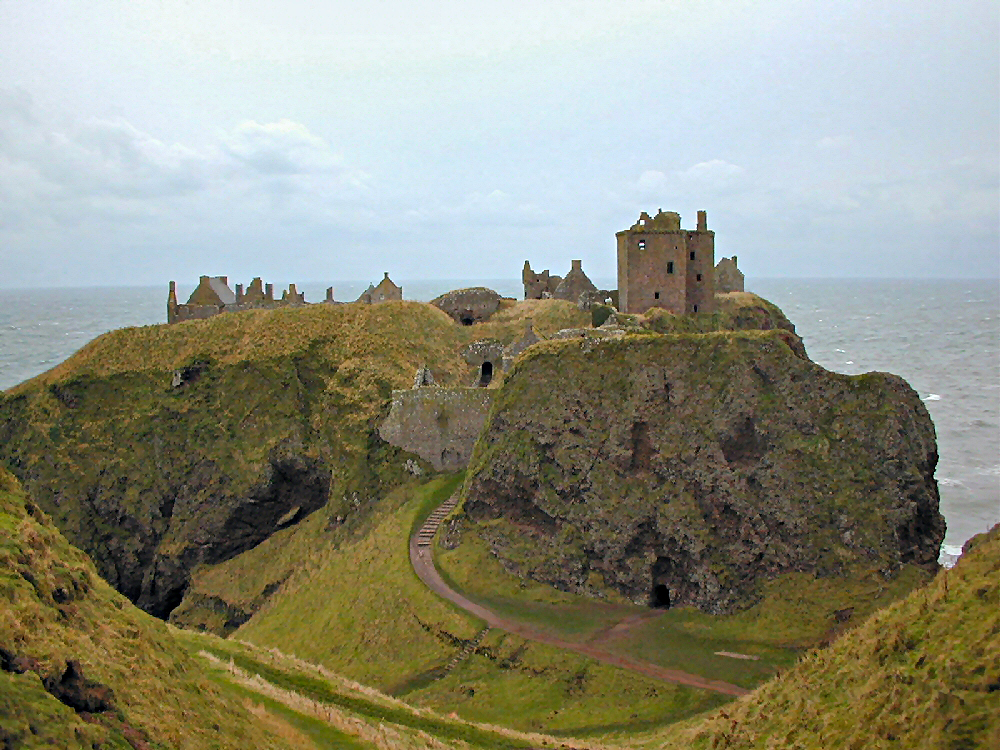
Данноттар влітку

Скеля, на якій стоїть фортеця, робить укріплення найнеприступнішою фортецею Шотландії. У замок можна було потрапити лише двома шляхами: через добре вкритий в розриві скелі головний вхід чи визькою крутою стежкою, яка вела через печери до таємного входу в замок. Не дивно, що протягом багатьох століть на неприступній скелі зводили укріплення. Відомо, що назва фортеці пішла від піктського слова dun. У кінці V століття в ці землі прибув Святий Нініан, щоб обернути піктів в християнську віру, і заснував на скелі каплицю.
Збереглися записи про те, що 681 року була проведена облога фортеці Duin, і цілком можливо, що мова йде про Данноттар. Крім того, можливо саме в околицях Данноттара в 900 році відбулася битва між королем Дональдом II і вікінгами.

### Середньовіччя

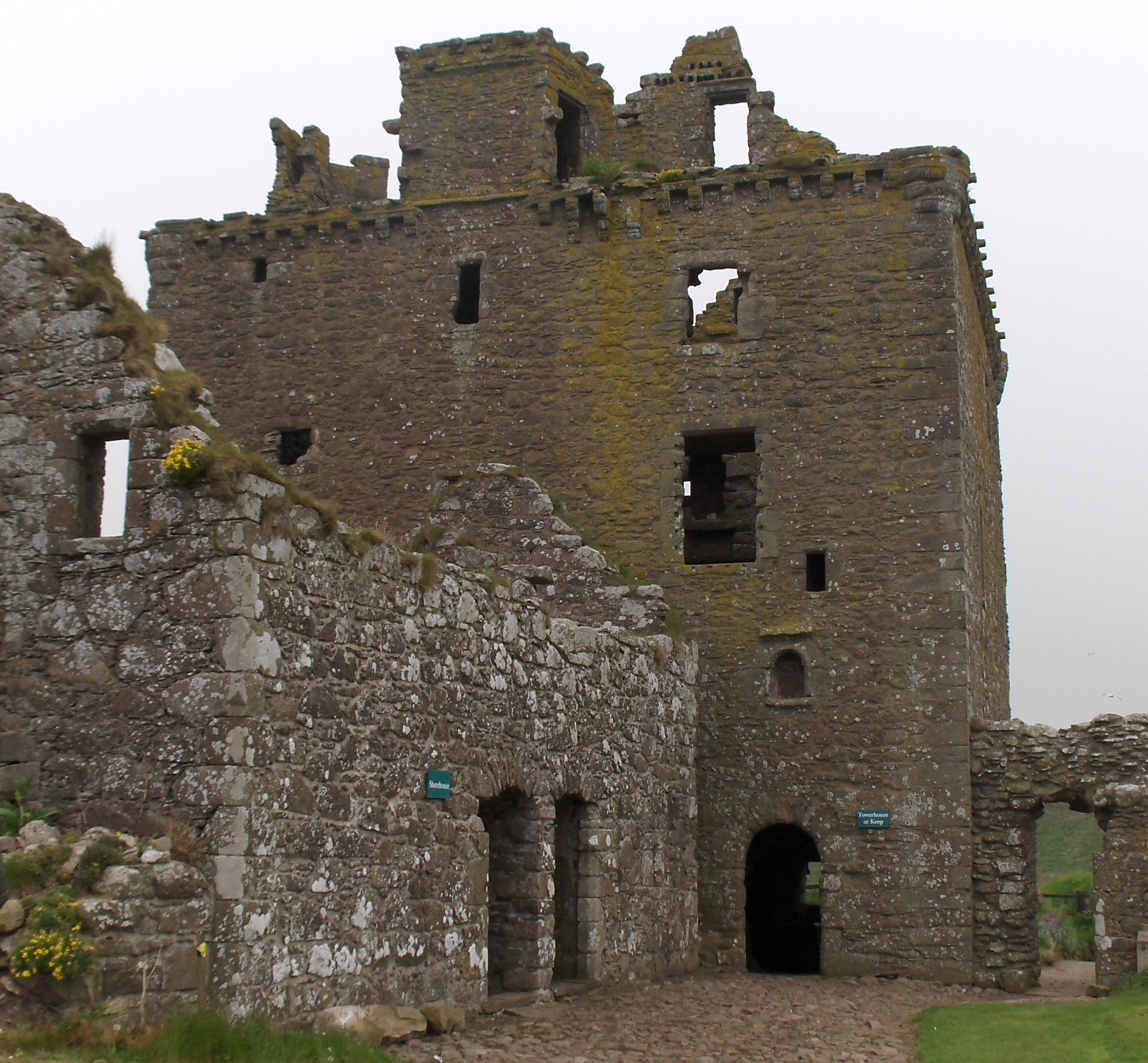
Вежа фортеці

З початку XII століття Данноттар все частіше згадується у літописах. Пізніше, у 1276 році на місці каплиці Святого Нініана була побудована церква, але в 1297 році її захопив Вільям Воллес і спалив разом з англійським гарнізоном, який укрився в ній. У 1336 році англійці знову захопили Данноттар, і в цей час замок відвідав король Едвард III. Але в тому ж році Данноттар був повернений Шотландії завдяки зусиллям сера Ендрю Мюррея. В кінці XIV століття сер Вільям Кіт зніс ранні (ймовірно дерев'яні) будівлі і побудував на цьому місці замок з каменю. З цього часу фортеця міцно закріпилася під контролем Шотландії.

### 16-17 сторіччя
У 1531 році король Яків V передав право володіння Данноттаром лорд-маршалу Шотландії. Замок відвідували королева Марія Стюарт (у 1562 році та в 1564) і король Яків VI (у 1580 році). Між 1580 і 1650 роками лорд-маршали, які володіли фортецею, перебудували її, перетворивши похмуру фортецю на багатий палац, який проте продовжували захищати неприступні скелі.
У травні 1652 року Данноттар був єдиною фортецею в Шотландії, яка продовжувала зберігати вірність королю Карлу II і підтримувала в його в боротьбі з Кромвелем. Кромвель хотів захопити замок ще і тому, що в Данноттарі зберігалися королівські регалії і особисті папери Карла II. Проте, коли після восьмимісячної облоги замок був захоплений, його комори виявилися порожні — документи короля укрила під одягом мешканка замку, а інша жінка, вдаючи, що прямує збирати морські водорості, спустилася з кручі і заховала дорогоцінні реліквії корони під підлогою місцевої церкви.

### Якобіти
У 1715 році десятий лорд-маршал став на сторону якобітів, а коли повстання було придушено, його засудили за зраду. Землі і майно графа були конфісковані, а замок Данноттар придбала Йоркська будівельна компанія, яка вивезла із замку, все що можливо було вивезти.

### Сучасність
Після захоплення Данноттара у граф-маршалів, замок був бездоглядним, поки його не викупило сімейство Коудрей в 1925 році. Вісконтес Коудрей 1-й, відремонтувай його. Починаючи з цього часу, коли замок став майном сімейства Коудрей, він був відкритий для відвідувачів.

## Данноттар у медіа
Фортеця Даннотар є одним з найвідоміших краєвидів Шотландії і часто презентує країну в різних книгах. У фортеці проходили зйомки фільму «Гамлет» (1990, режисер Франко Дзефіреллі, у ролях Мел Гібсон і Гленн Клоуз). Влітку 2009 року фотографія фортеці була обрана офіційною настільною шпалерою Microsoft, для операційної системи Windows 7.

## Інформація для відвідувачів
Фортеця відкрита для відвідувачів протягом цілого року. Години для відвідування:
- З великодніх свят до жовтня — понеділок — субота з 09:00 до 18:00, неділя — з 09:00 до 17:00.
- З третьої неділі липня до третьої неділі вересня — понеділок — неділя з 09:00 до 18:00.
- З листопада до великодніх свят — понеділок, п'ятниця — неділя з 9:30 до заходу сонця.

Повний квиток коштує £4,00, дитячий — £1,00 фунт стерлінгів.